# Pontificia Universidad Católica de Chile
Die Pontificia Universidad Católica de Chile (deutsch: Päpstliche Katholische Universität von Chile, kurz: PUC) ist eine chilenische Universität päpstlichen Rechts mit Sitz in Santiago de Chile.

## Geschichte
Die Gründung erfolgte am 21. Juni 1888 durch den Erzbischof von Santiago, Mariano Santiago Casanova y Casanova (1833–1908). Joaquín Larraín Gandarillas (1822–1897), Erzbischof von Anazarba, war Gründungsrektor der PUC.
Am 28. Juli 1889 erfolgte die Anerkennung als Universität durch Papst Leo XIII. Am 11. Februar 1930 wurde die Universität per Dekret durch Papst Pius XI. als Päpstliche Universität anerkannt; 1931 erfolgte die volle Anerkennung durch die chilenische Regierung.

## Organisation
Sie ist eine von sechs katholischen Universitäten in Chile sowie eine von 25 staatlich anerkannten chilenischen Hochschulen. Der Zugang zu der Hochschule ist wegen der hohen Studiengebühren und des chilenischen Zulassungssystems Prueba de selección universitaria stark erschwert.
Sie wird als eine der besten Universitäten Chiles eingestuft, laut dem neuen QS World University Rankings 2019 der Top-200-Universitäten Lateinamerikas rangiert sie auf Platz 1. 2006 gaben 69 der 100 besten Abiturienten die PUC als ihre erste Präferenz an. Die PUC ist eine moderne Universität; der Campus San Joaquin hat einige zeitgenössische Bauten und bietet zudem viel Grünfläche und Sportanlagen.
Die Universität hat 18 Fakultäten mit 31 akademischen Einheiten, verteilt auf vier Standorte in Santiago de Chile, sowie einen regionalen Campus in Villarrica im Süden Chiles. Es werden rund 67 Masterabschlüsse und 27 PhD-Studienprogramme angeboten.
33.025 Studenten werden von 3593 Professoren und Dozenten betreut (Stand 2020):
- 27.895 Studenten in pregraduierten Studiengängen
- 3.301 Studenten in Masterstudiengängen
- 1258 Studenten in Doktoratsstudiengängen (Ph.D.)
- 571 Studenten in postgraduierten Studiengängen

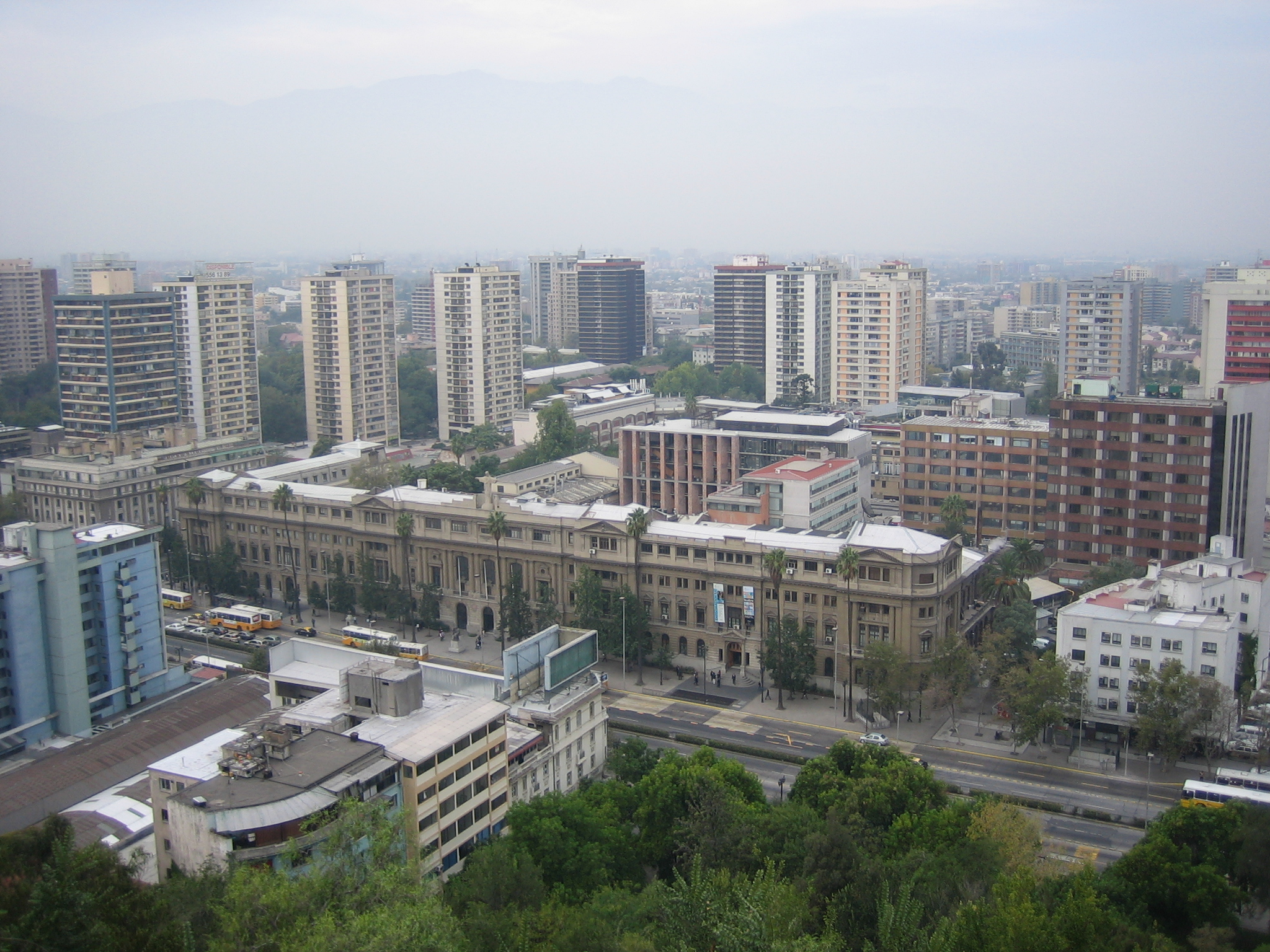
Hauptgebäude der PUC vom Cerro Santa Lucía aus
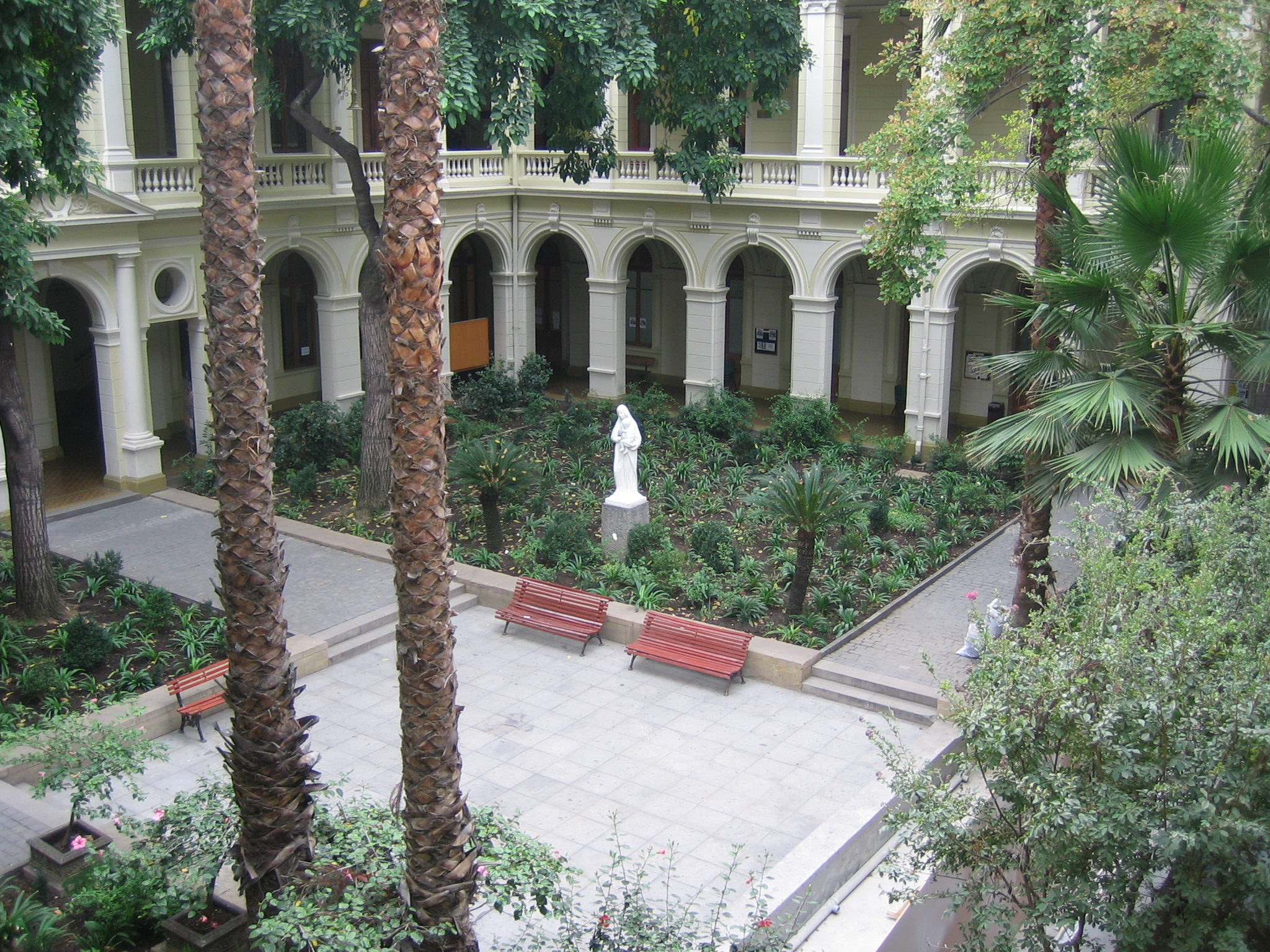
Innenhof des Hauptgebäudes der PUC
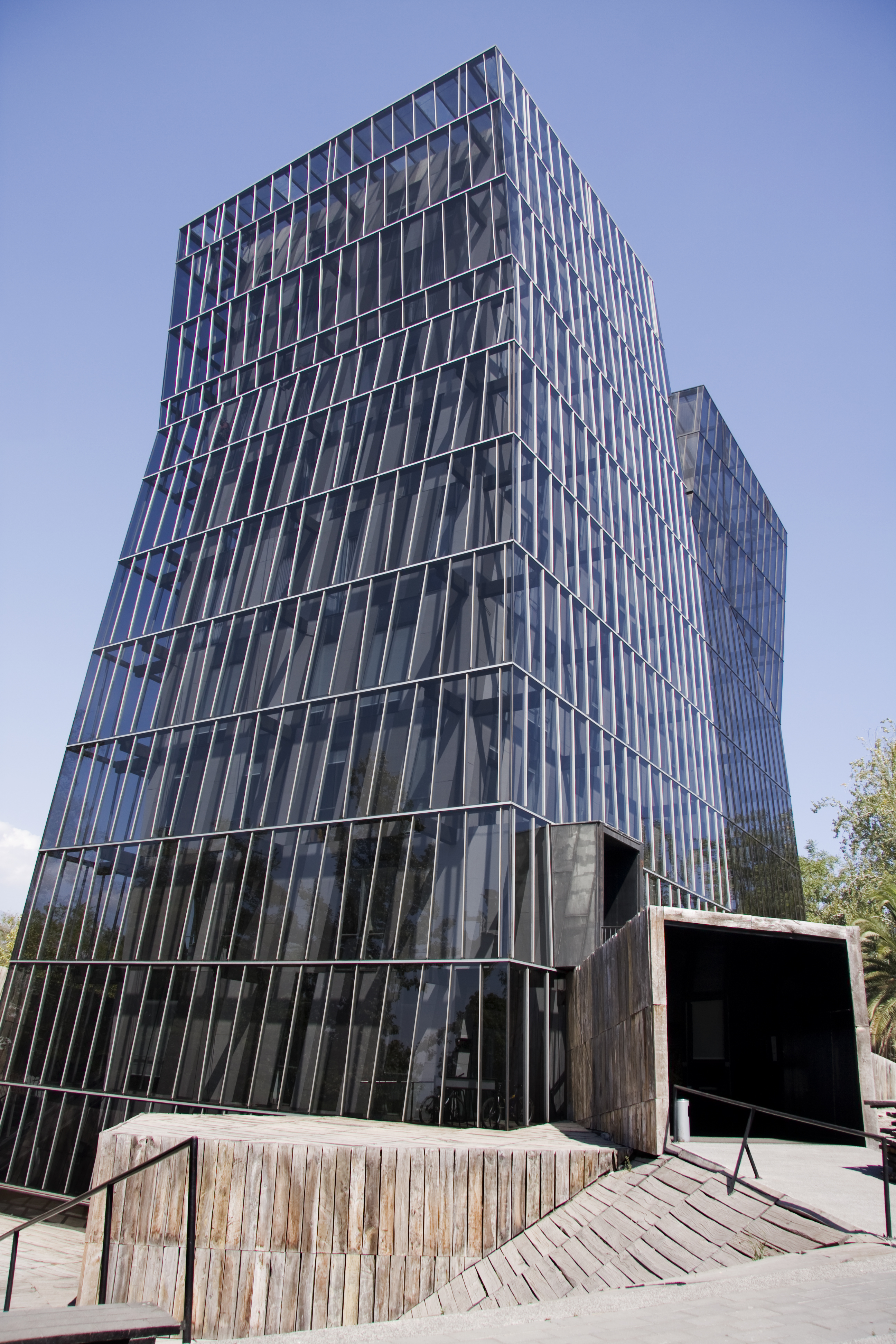
„Siamesische Türme“

## Studienrichtungen
- Agrar- und Forstwissenschaften
- Architektur, Design und Städtebau
- Kunst-, Musik- und Theaterwissenschaften
- Biologie und Biochemie
- Chemie
- Kommunikations- und Medienwissenschaften
- Ökonomie und Management
- Erziehungswissenschaften
- Ingenieurwissenschaften (Bauingenieurwesen, Verfahrenstechnik, Metallurgie- und Bergbauwesen, Informatik, Systemtheorie)
- Geschichte, Geographie und Politikwissenschaften
- Rechtswissenschaften
- Literaturwissenschaften und Linguistik
- Mathematik
- Medizin und Pflegewissenschaften
- Philosophie
- Physik
- Sozialwissenschaften
- Theologie